# ILY (I Love You Baby)
Singles de Surf Mesa
Taken Away
(2019) Somewhere
(2020)
Singles par Emilee
Falling
(2019) Seem to Be
(2019)
ILY (I Love You Baby) est une chanson du producteur américain Surf Mesa avec la participation vocale de la chanteuse Emilee Flood, sortie le 26 novembre 2019.

## Description
La chanson sort un premier temps sous le nom de ILY et sample la reprise d'Emilee du titre Can't Take My Eyes Off You de Frankie Valli, sorti originellement en 1967. Le titre devient populaire sur TikTok, et est alors renommé ILY (I Love You Baby) pour faciliter sa recherche. Le titre devient alors un succès international, se classant à la 1re place du Billboard Hot Dance/Electronic Songs, ainsi que dans le top 10 de divers pays.

## Liste des pistes
| 1. | ILY (I Love You Baby) | 2:56 |

| 1. | ILY (I Love You Baby) (Arty Remix) | 3:07 |

| 1. | ILY (I Love You Baby) (Topic Remix) | 2:36 |

## Charts hebdomadaires
| Classements (2019-20)                   | Meilleure position |
| --------------------------------------- | ------------------ |
| Allemagne (Media Control AG)            | 7                  |
| Australie (ARIA)                        | 17                 |
| Autriche (Ö3 Austria Top 40)            | 5                  |
| Belgique (Flandre Ultratop 50 Singles)  | 11                 |
| Belgique (Wallonie Ultratop 50 Singles) | 20                 |
| Canada (Canadian Hot 100)               | 37                 |
| Danemark (Tracklisten)                  | 38                 |
| Écosse (OCC)                            | 9                  |
| Espagne (PROMUSICAE)                    | 52                 |
| États-Unis (Billboard Hot 100)          | 23                 |
| États-Unis (Hot Dance/Electronic Songs) | 1                  |
| France (SNEP)                           | 12                 |
| France (SNEP Ventes)                    | 6                  |
| Irlande (IRMA)                          | 16                 |
| Italie (FIMI)                           | 34                 |
| Lituanie (AGATA)                        | 11                 |
| Norvège (VG-lista)                      | 14                 |
| Nouvelle-Zélande (RMNZ)                 | 16                 |
| Pays-Bas (Nederlandse Top 40)           | 9                  |
| Pays-Bas (Single Top 100)               | 5                  |
| Pologne (ZPAV)                          | 17                 |
| Portugal (AFP)                          | 22                 |
| Roumanie (Romanian Top 100)             | 1                  |
| Royaume-Uni (UK Singles Chart)          | 22                 |
| Russie (Tophit Radio Top 100)           | 56                 |
| Slovaquie (IFPI Rádio)                  | 1                  |
| Slovénie (SloTop50)                     | 6                  |
| Suède (Sverigetopplistan)               | 24                 |
| Suisse (Schweizer Hitparade)            | 4                  |